# Vladislav Krapivin
Vladisláv Petróvich Krapivin (en ruso, Владисла́в Петро́вич Крапи́вин; Tiumén, 14 de octubre de 1938 - Ekaterimburgo, 1 de septiembre de 2020) fue un escritor ruso, autor de literatura infantil romántica.

## Biografía
Nació en la ciudad de Tiumén el 14 de octubre de 1938. Realizó los estudios de periodismo en la Universidad estatal de los Urales. Simultaneó sus estudios con trabajo en prácticas en el periódico Sverdlovsk de la tarde y posteriormente durante varios años en el El rastreador de los Urales. En 1965 se centró exclusivamente en la literatura. Su primer libro Viaje a Orión fue impreso por la editorial «Sverdlovsk» en 1962. Durante su carrera literaria, Krapivin escribió más de doscientas publicaciones, que han sido traducidas a varios idiomas.

## Premios y condecoraciones
Recibió el Premio Lenin Komsomol, el premio Aelita, el  Premio Arkadi Gaidar entre otros. Pertenece a la Orden de la Bandera Roja del Trabajo y a la Orden de la Amistad entre los Pueblos. Recibió la medalla "Al Trabajo Valeroso" y fue nombrado ciudadano honorífico de Ekaterimburgo.

## Obras escogidas
- Брат, которому семь - El hermano quien tiene siete años (1962-1964)
- Оруженосец Кашка - El escudero Kashka (1965)
- Мальчик со шпагой - El niño con la espada (1972-1974)
- Колыбельная для брата. - Una canción de cuna para el hermano (1978)
- Мушкетёр и фея. - El mosquetero y la hada (1975)
- Острова и капитаны. - Las islas y los capitános (1984-1987)
- Голубятня на желтой поляне - La palomera en la campa azul (1982-1983)
- Баркентина с именем звезды - La gabarrita con el nombre de la estrella (1970)
- Лужайки, где пляшут скворечники. - Las campas donde bailan casitas para estorninos (1999)

## Adaptaciones cinematográficas
- Películas basadas en sus obras